# Liste des députés européens du Royaume-Uni de la 7e législature
Ceci est la liste des députés au Parlement européen de la délégation du Royaume-Uni pour la législature 2009-2014, élus lors des élections européennes de 2009 au Royaume-Uni.

## Députés
| Nom                         | Circonscription          | Parti         | Groupe parlementaire européen |
| --------------------------- | ------------------------ | ------------- | ----------------------------- |
| John Agnew                  | Angleterre de l'Est      | UKIP          | ELD                           |
| Martina Anderson            | Irlande du Nord          | Sinn Féin     | GUE/NGL                       |
| Marta Andreasen             | Angleterre du Sud-Est    | Conservateurs | ECR                           |
| Richard Ashworth            | Angleterre du Sud-Est    | Conservateurs | ECR                           |
| Robert Atkins               | Angleterre du Nord-Ouest | Conservateurs | ECR                           |
| Gerard Batten               | Londres                  | UKIP          | ELD                           |
| Catherine Bearder           | Angleterre du Sud-Est    | LibDem        | ADLE                          |
| Phil Bennion                | Midlands de l'Ouest      | LibDem        | ADLE                          |
| Godfrey Bloom               | Yorkshire-et-Humber      | Indépendant   | ELD                           |
| Sharon Bowles               | Angleterre du Sud-Est    | LibDem        | ADLE                          |
| Philip Bradbourn            | Midlands de l'Ouest      | Conservateurs | ECR                           |
| Andrew Brons                | Yorkshire-et-Humber      | BDP           | NI                            |
| John Bufton                 | Pays de Galles           | UKIP          | ELD                           |
| Martin Callanan             | Angleterre du Nord-Est   | Conservateurs | ECR                           |
| David Campbell Bannerman    | Angleterre de l'Est      | Conservateurs | ELD                           |
| Michael Cashman             | Midlands de l'Ouest      | Labour        | S&D                           |
| Giles Chichester            | Angleterre du Sud-Ouest  | Conservateurs | ECR                           |
| Derek Clark                 | Midlands de l'Est        | UKIP          | ELD                           |
| Trevor Colman               | Angleterre du Sud-Ouest  | UKIP          | ELD                           |
| William, comte de Dartmouth | Angleterre du Sud-Ouest  | UKIP          | ELD                           |
| Chris Davies                | Angleterre du Nord-Ouest | LibDem        | ADLE                          |
| Nirj Deva                   | Angleterre du Sud-Est    | Conservateurs | ECR                           |
| Diane Dodds                 | Irlande du Nord          | DUP           | NI                            |
| Andrew Duff                 | Angleterre de l'Est      | LibDem        | ADLE                          |
| James Elles                 | Angleterre du Sud-Est    | Conservateurs | ECR                           |
| Jillian Evans               | Pays de Galles           | PC            | Verts/ALE                     |
| Nigel Farage                | Angleterre du Sud-Est    | UKIP          | ELD                           |
| Vicky Ford                  | Angleterre de l'Est      | Conservateurs | ECR                           |
| Jacqueline Foster           | Angleterre du Nord-Ouest | Conservateurs | ECR                           |
| Ashley Fox                  | Angleterre du Sud-Ouest  | Conservateurs | ECR                           |
| Julie Girling               | Angleterre du Sud-Ouest  | Conservateurs | ECR                           |
| Nick Griffin                | Angleterre du Nord-Ouest | BNP           | NI                            |
| Fiona Hall                  | Angleterre du Nord-Est   | LibDem        | ADLE                          |
| Daniel Hannan               | Angleterre du Sud-Est    | Conservateurs | ECR                           |
| Malcolm Harbour             | Midlands de l'Ouest      | Conservateurs | ECR                           |
| Roger Helmer                | Midlands de l'Est        | UKIP          | ECR                           |
| Mary Honeyball              | Londres                  | Labour        | S&D                           |
| Richard Howitt              | Angleterre de l'Est      | Labour        | S&D                           |
| Ian Hudghton                | Écosse                   | SNP           | Verts/ALE                     |
| Stephen Hughes              | Angleterre du Nord-Est   | Labour        | S&D                           |
| Syed Kamall                 | Londres                  | Conservateurs | ECR                           |
| Sajjad Karim                | Angleterre du Nord-Ouest | Conservateurs | ECR                           |
| Timothy Kirkhope            | Yorkshire-et-Humber      | Conservateurs | ECR                           |
| Jean Lambert                | Londres                  | Greens (E&W)  | Verts/ALE                     |
| Sarah Ludford               | Londres                  | LibDem        | ADLE                          |
| George Lyon                 | Écosse                   | LibDem        | ADLE                          |
| David Martin                | Écosse                   | Labour        | S&D                           |
| Linda McAvan                | Yorkshire-et-Humber      | Labour        | S&D                           |
| Arlene McCarthy             | Angleterre du Nord-Ouest | Labour        | S&D                           |
| Emma McClarkin              | Midlands de l'Est        | Conservateurs | ECR                           |
| Anthea McIntyre             | Midlands de l'Ouest      | Conservateurs |                               |
| Edward McMillan-Scott       | Yorkshire-et-Humber      | Conservateurs | ECR                           |
| Claude Moraes               | Londres                  | Labour        | S&D                           |
| Mike Nattrass               | Midlands de l'Ouest      | UKIP          | ELD                           |
| Bill Newton Dunn            | Midlands de l'Est        | LibDem        | ADLE                          |
| Jim Nicholson               | Irlande du Nord          | UCUNF         | ECR                           |
| Paul Nuttall                | Angleterre du Nord-Ouest | UKIP          | ELD                           |
| Brian Simpson               | Angleterre du Nord-Ouest | Labour        | S&D                           |
| Nikki Sinclaire             | Midlands de l'Ouest      | WDAR          | ELD                           |
| Peter Skinner               | Angleterre du Sud-Est    | Labour        | S&D                           |
| Alyn Smith                  | Écosse                   | SNP           | Verts/ALE                     |
| Struan Stevenson            | Écosse                   | Conservateurs | ECR                           |
| Catherine Stihler           | Écosse                   | Labour        | S&D                           |
| Robert Sturdy               | Angleterre de l'Est      | Conservateurs | ECR                           |
| Kay Swinburne               | Pays de Galles           | Conservateurs | ECR                           |
| Charles Tannock             | Londres                  | Conservateurs | ECR                           |
| Keith Taylor                | Angleterre du Sud-Est    | Greens (E&W)  | Verts/ALE                     |
| Rebecca Taylor              | Midlands de l'Ouest      | LibDem        | ADLE                          |
| Geoffrey Van Orden          | Angleterre de l'Est      | Conservateurs | ECR                           |
| Derek Vaughan               | Pays de Galles           | Labour        | S&D                           |
| Graham Watson               | Angleterre du Sud-Ouest  | LibDem        | ADLE                          |
| Glenis Willmott             | Midlands de l'Est        | Labour        | S&D                           |
| Marina Yannakoudakis        | Londres                  | Conservateurs | ECR                           |

| Nom             | Circonscription       | Parti        | Groupe parlementaire européen | Date            | Motif de démission                 |
| --------------- | --------------------- | ------------ | ----------------------------- | --------------- | ---------------------------------- |
| Bairbre de Brún | Irlande du Nord       | Sinn Féin    | GUE/NLG                       | 3 mai 2012      | Retraite                           |
| Caroline Lucas  | Angleterre du Sud-Est | Greens (E&W) | Verts/ALE                     | 17 mai 2010     | Élection à la Chambre des communes |
| Liz Lynne       | Midlands de l'Ouest   | LibDem       | ADLE                          | 31 janvier 2012 | Retraite                           |
| Diana Wallis    | Yorkshire-et-Humber   | LibDem       | ADLE                          | 3 février 2012  | Retraite                           |